# Replace
Replace foi uma banda de pop rock formada em 2006 em São Paulo, o grupo ganhou reconhecimento nacional com a música Ponto de Paz lançada no inicio de 2010 e que ficou mais de 20 semanas no Hot 100 Brasil, a banda fez centenas de shows pelo país, teve aparições em programas de televisão relevantes e concorreram ao Prêmio Multishow de Música Brasileira, VMB 2010 e Meus Prêmios Nick, todos na categoria Revelação do Ano.

## Histórico
Em 2010 a banda se destacou no Prêmio Best of Zona Punk 2009, a maior premiação da música independente do país, oferecido pelo portal Zona Punk, ganhando 8 prêmios e ficou entre os 5 mais votados em mais 6 categorias.
O grupo assinou contrato com o selo Midas Music e teve seu 2° CD produzido por Rick Bonadio em 2010.Em 2011, Vine deixa a banda alegando querer se preocupar com projetos pessoais, logo em seguida Pedro Dos Anjos também segue o mesmo caminho, o que faz Caio, Beto e Koala decidirem por cancelar o contrato com a Midas Music, e voltar pra cena independente.
Após todas as turbulências vividas no primeiro semestre de 2011, o Replace parece que aprendeu a voar logo que Vini saiu entrou Deivid, logo que anunciou o rompimento do contrato com o selo Midas Music eles já divulgaram teaser da nova musica de trabalho "Aprender a Voar" assim como também já finalizaram o novo disco que se chama "O Fim Do Furacão" que conta com participações especiais de artistas como Marcelo Mancini (Strike) e Mi Vieira (Gloria). E mais uma notícia ruim é que dia 16 de setembro de 2014, a Juliana Vieira não faz mais parte da banda, alegando ter novos projetos entre outros motivos. Agora são Beto (Vocal), Deivid (Guitarra), Biel (Bateria), e Juan (Baixo e Teclado). No dia 7 de maio de 2015, Beto postou um vídeo no Youtube anunciando o fim da banda.

## Discografia
| - 2008 - Vida de Papel - 2010 - Até Aqui - 2011 - O Fim do Furacão - 2012 - O Quarto - 2014 - EP Foi o destino que quis assim | - 2008 - Depois de Amanhã - 2008 - Vida de Papel - 2009 - Entre Nessa Vibe - 2010 - Ponto de Paz - 2011 - Nosso Tempo - 2011 - Sempre Que Sai o Sol - 2011 - Aprender a Voar - 2012 - Celebration - 2012 - Furacão - 2012 - Boa Noite - 2013 - Perto do Fim |

### Prémios
- Vencedor do Prêmio Banda Revelação do Ano no Capricho Awards 2010.[1]
- Vencedor do Prêmio Banda do Ano no Best of Zona Punk 2009.[2]
- Vencedor do Prêmio de Melhor Música Nacional no Best of Zona Punk 2009.
- Vencedor do Prêmio de Banda Revelação no Best of Zona Punk 2009.
- Vencedor do Prêmio de Melhor Show no Best of Zona Punk 2009.
- Vencedor do Prêmio de Melhor Fotolog no Best of Zona Punk 2009.
- Vencedor do Prêmio de Melhor Twitter no Best of Zona Punk 2009.
- Vencedor do Prêmio de Melhor Comunidade do Orkut no Best of Zona Punk 2009.
- Vencedor do Prêmio de Melhor Guitarrista no Best of Zona Punk 2009.

### Integrantes
- "Beto Ferrari" - (Vocal)
- "Caio Camargo" - (Bateria)
- "Igor 'Koala' Morelli" - (Baixo)
- "Vine Almeida" - (Guitarra)
- "Pedro dos Anjos" - (Guitarra)